# Karusasaurus jordani
Espèce
Synonymes
- Zonurus jordani Parker, 1936
- Cordylus jordani (Parker, 1936)

Statut CITES
Karusasaurus jordani est une espèce de sauriens de la famille des Cordylidae.

## Répartition
Cette espèce est endémique du centre de la Namibie. 

## Étymologie
Cette espèce est nommée en l'honneur de Heinrich Ernst Karl Jordan. 

## Publication originale
- Parker, 1936 : Dr. Karl Jordan's expedition to South West Africa and Angola : Herpetological collections. Novitates Zoologicae, Tring, vol. 40, p. 115-146 (texte intégral).